# Cryptocotyle
Cryptocotyle — рід трематод родини Heterophyidae. Остаточними хазяями цих паразитів виступають рибоїдні птахи і ссавці.

## Види
- Cryptocotyle americana Ciurea, 1924
- Cryptocotyle badamshini (Kurochkin, 1959)
- Cryptocotyle concava (Creplin, 1825)
- Cryptocotyle cryptocotyloides (Issaitschikow, 1923)
- Cryptocotyle delamurei (Jurachno, 1987)
- Cryptocotyle jejuna (Nicoll, 1907)
- Cryptocotyle lingua (Creplin, 1825)
- Cryptocotyle macrorhinis (MacCallum, 1916)